# Missões diplomáticas da Santa Sé

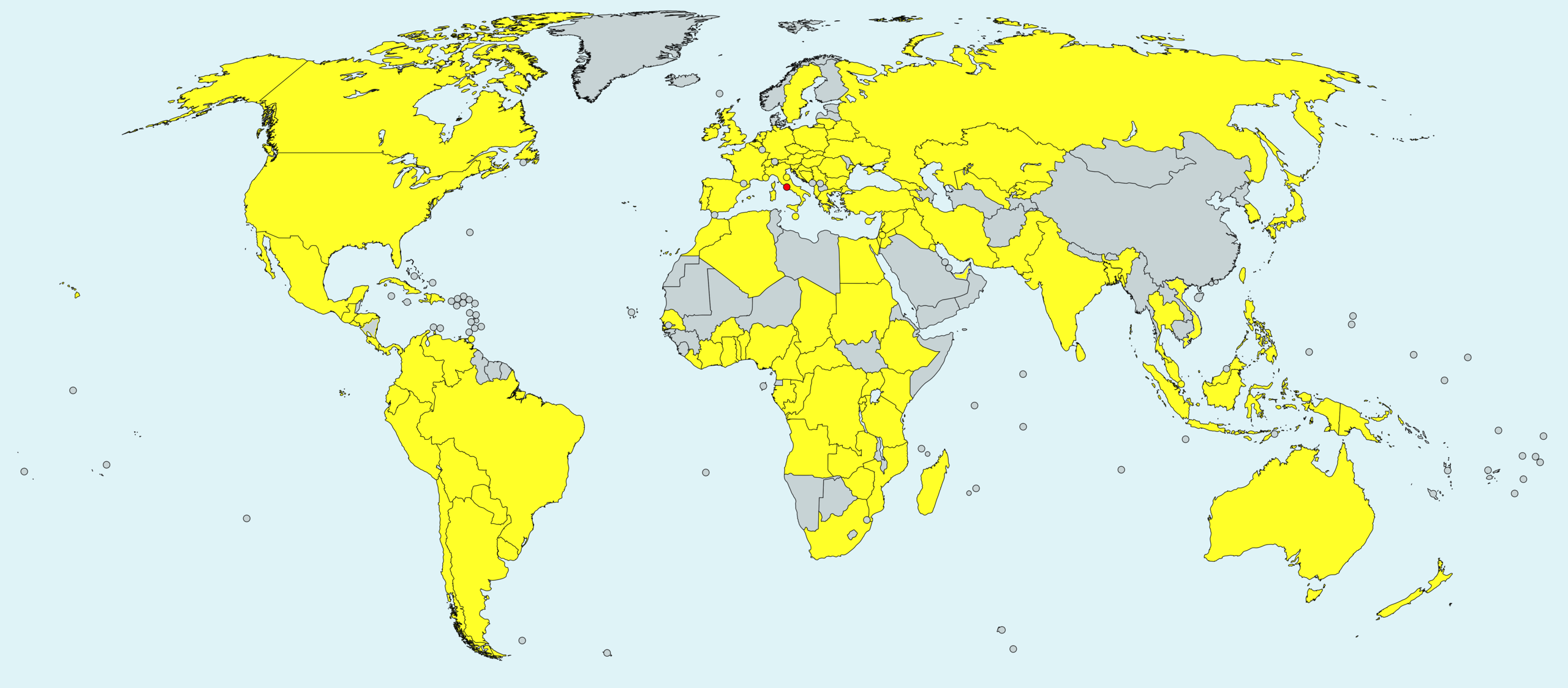
Missões diplomáticas de Santa Sé.

Santa Sé mantém relações diplomáticas com numerosos países. Normalmente é representada nesses países por uma Nunciatura apostólica. Abaixo está a lista das Nunciaturas apostólicas de Santa Sé:

## África
- África do Sul
  - Pretória (Núncio Apostólico)
- Angola
  - Luanda (Núncio Apostólico)
- Argélia
  - Argel (Núncio Apostólico)
- Benim
  - Cotonu (Núncio Apostólico)
- Burundi
  - Bujumbura (Núncio Apostólico)
- Camarões
  - Iaundé (Núncio Apostólico)
- Chade
  - Jamena (Núncio Apostólico)
- Costa do Marfim
  - Abidjã (Núncio Apostólico)
- Egito
  - Cairo (Núncio Apostólico)
- Etiópia
  - Addis Abeba (Núncio Apostólico)
- Gabão
  - Libreville (Núncio Apostólico)
- Gana
  - Acra (Núncio Apostólico)
- Guiné
  - Conacri (Núncio Apostólico)
- Madagáscar
  - Antananarivo (Núncio Apostólico)
- Marrocos
  - Rabat (Núncio Apostólico)
- Moçambique
  - Maputo (Núncio Apostólico)
- Nigéria
  - Abuja (Núncio Apostólico)
- Quênia
  - Nairóbi (Núncio Apostólico)
- República Centro-Africana
  - Bangui (Núncio Apostólico)
- República do Congo
  - Brazzaville (Núncio Apostólico)
- República Democrática do Congo
  - Quinxassa (Núncio Apostólico)
- Ruanda
  - Kigali (Núncio Apostólico)
- Senegal
  - Dacar (Núncio Apostólico)
- Sudão
  - Cartum (Núncio Apostólico)
- Sudão do Sul
  - Juba (Núncio Apostólico)
- Tanzânia

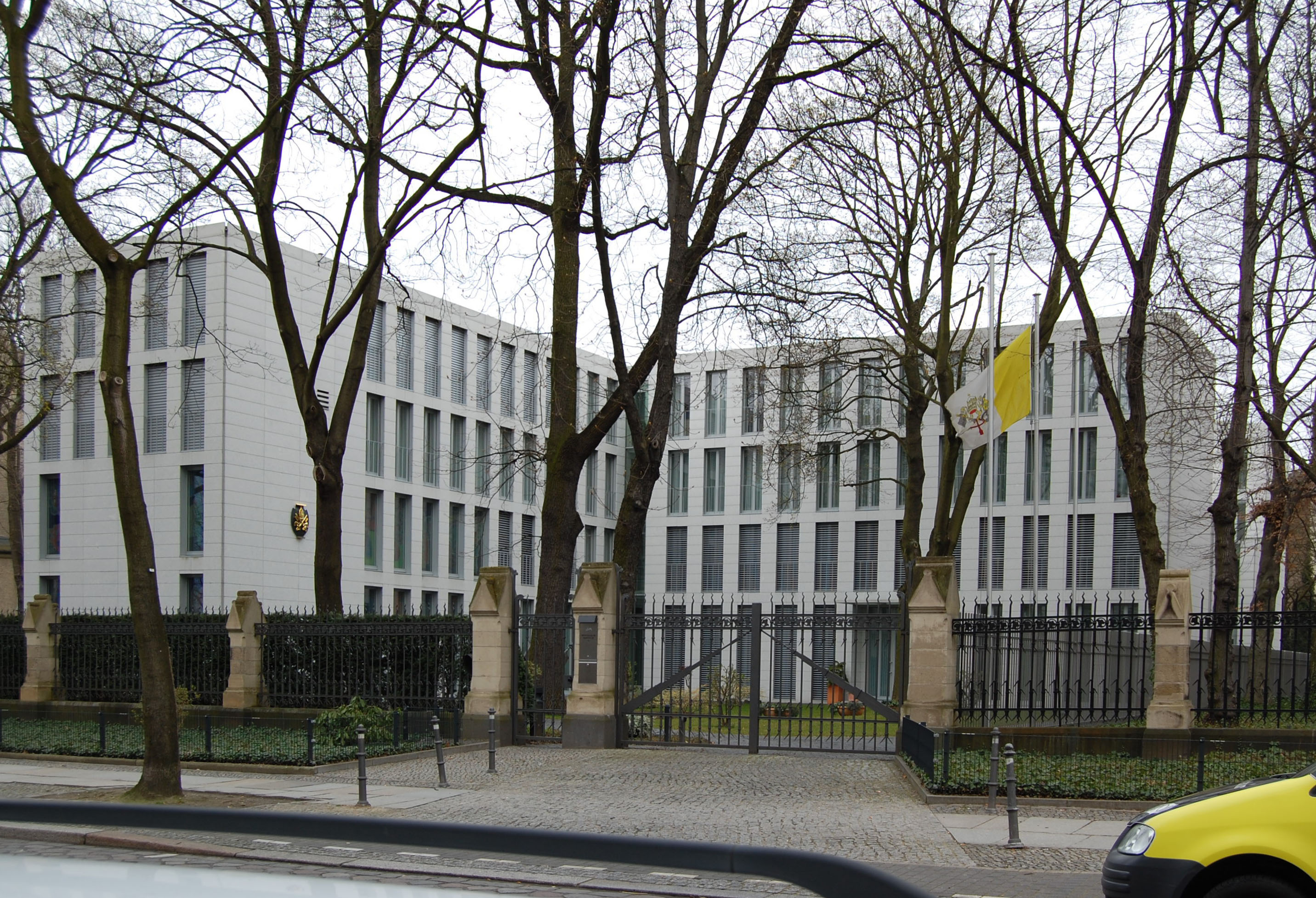
Núncio Apostólico em Berlim

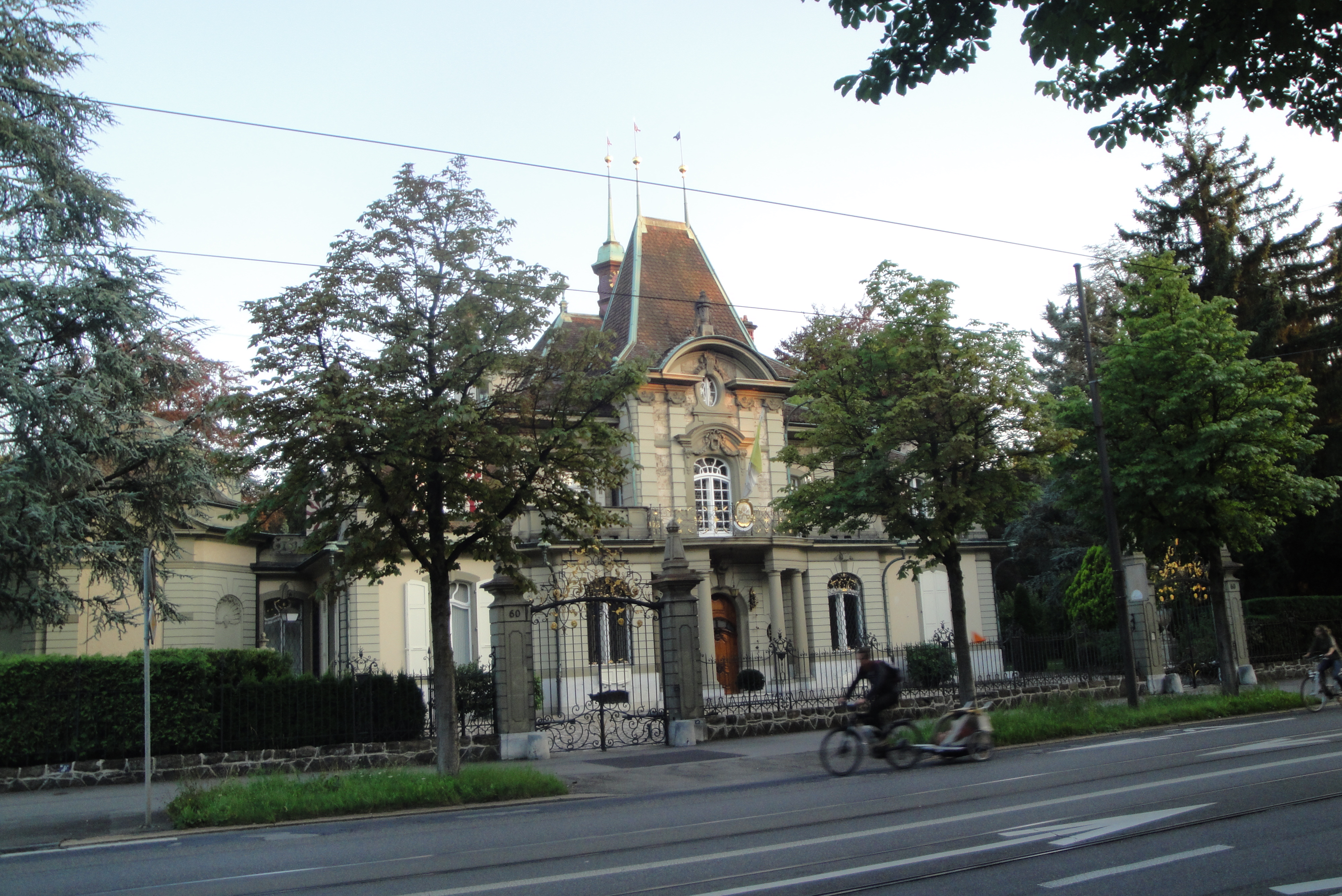
Núncio Apostólico em Berna

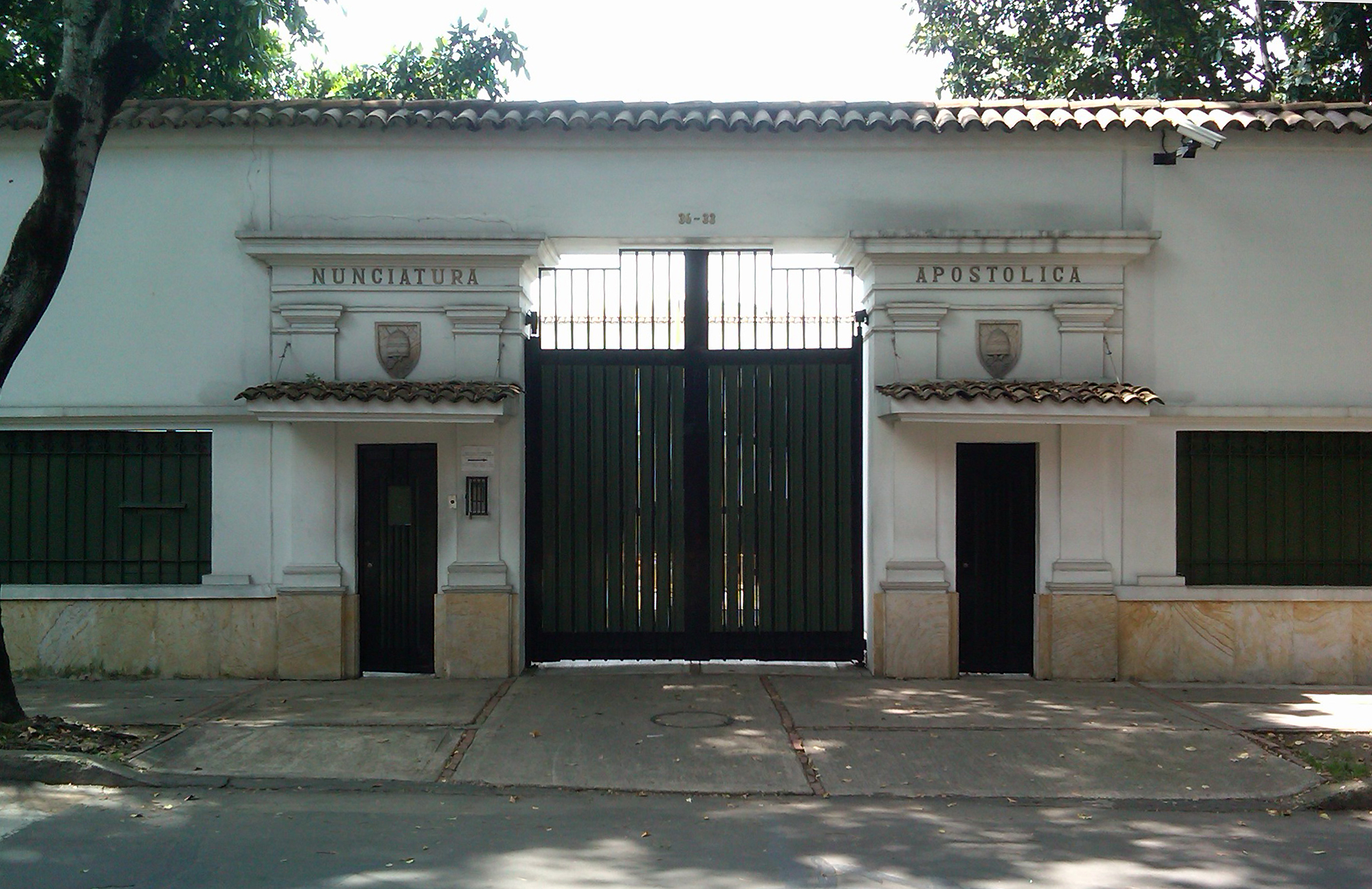
Núncio Apostólico em Bogotá

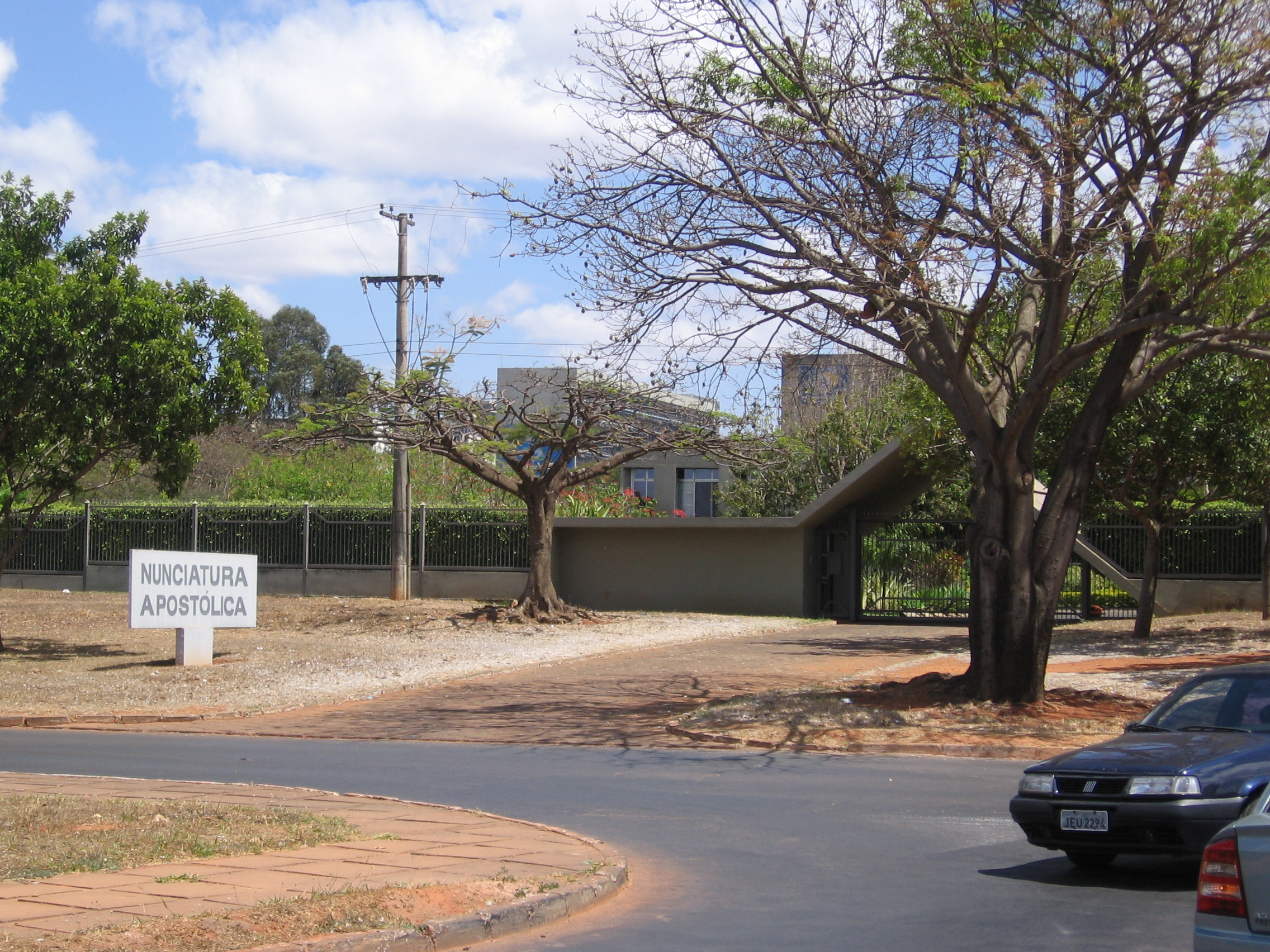
Núncio Apostólico em Brasília

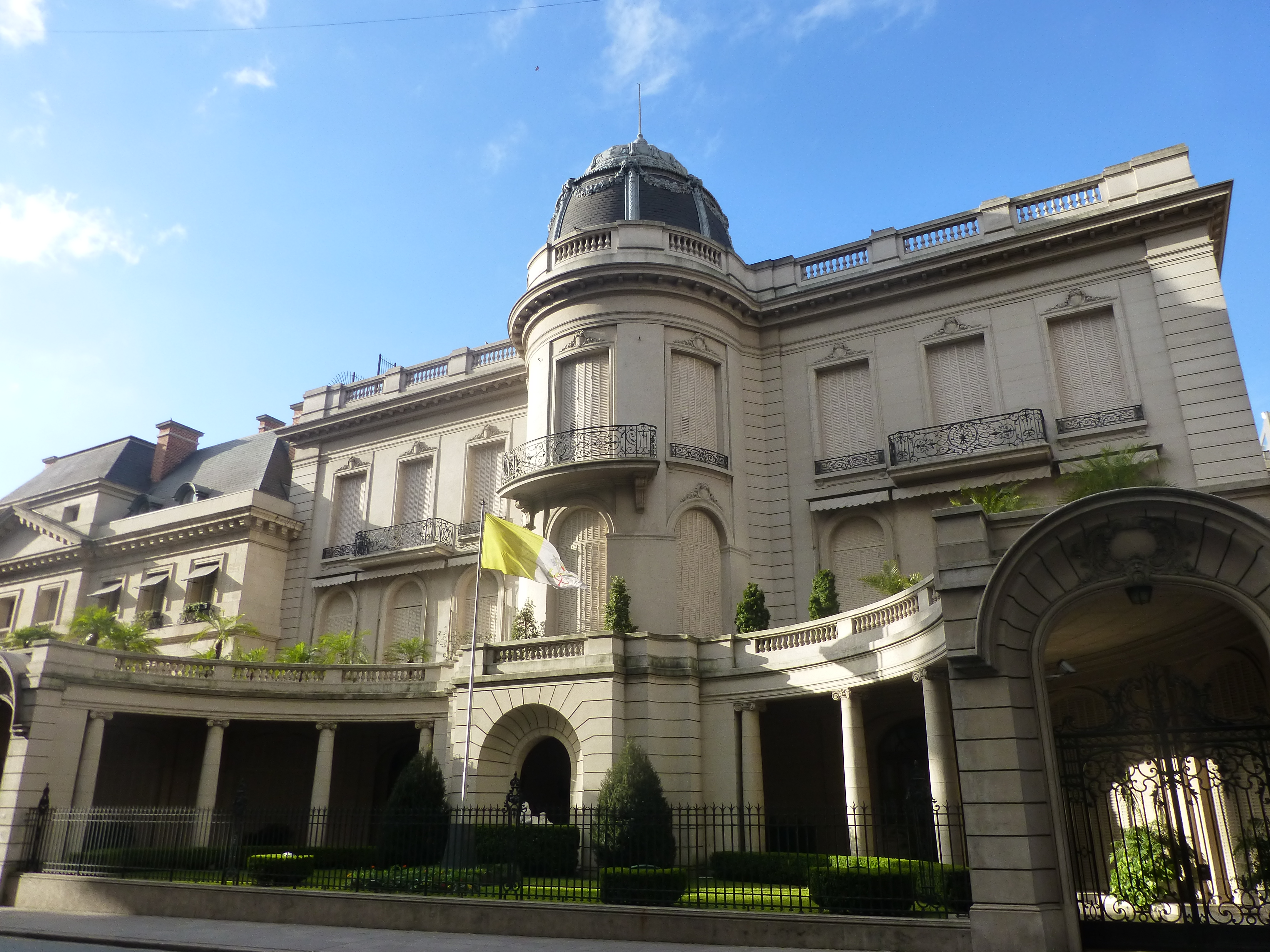
Núncio Apostólico em Buenos Aires

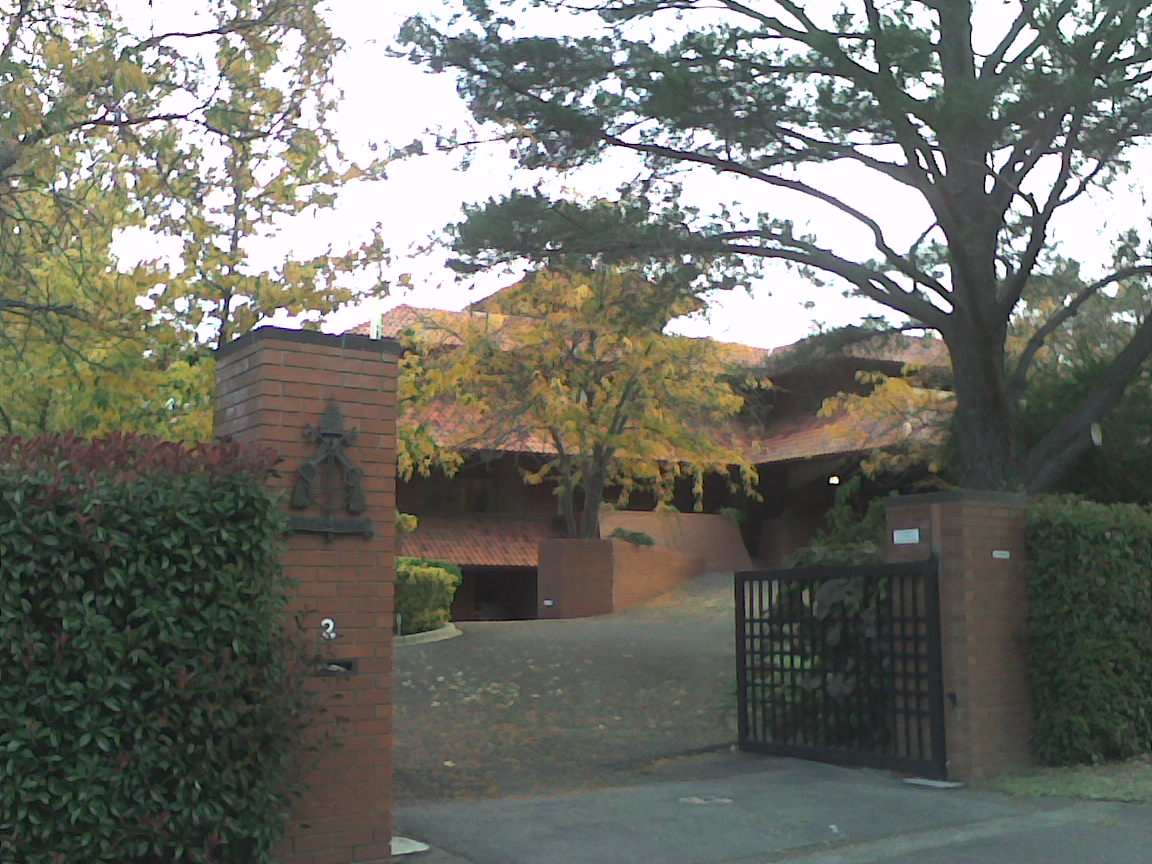
Núncio Apostólico em Camberra

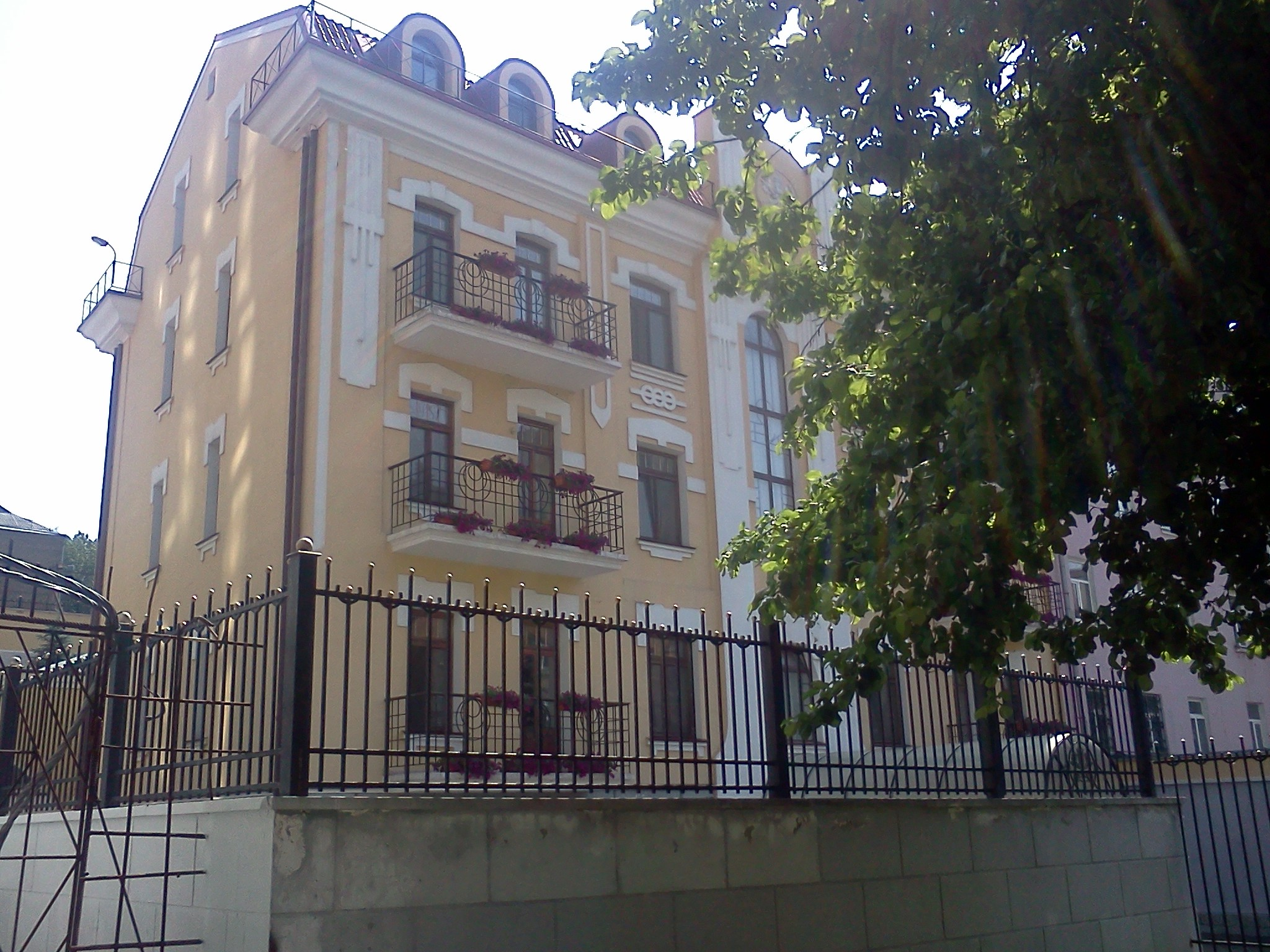
Núncio Apostólico em Kiev

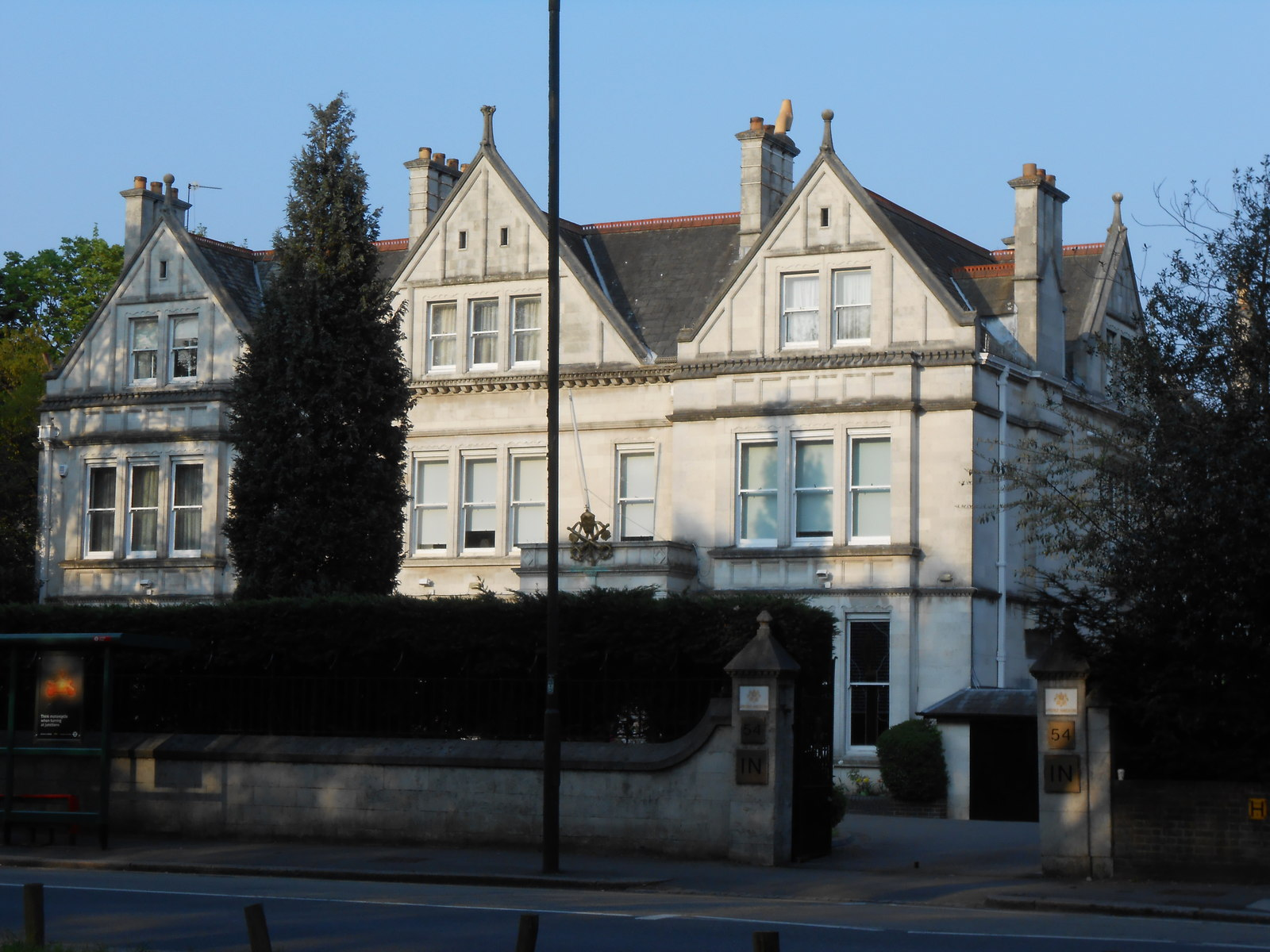
Núncio Apostólico em Londres

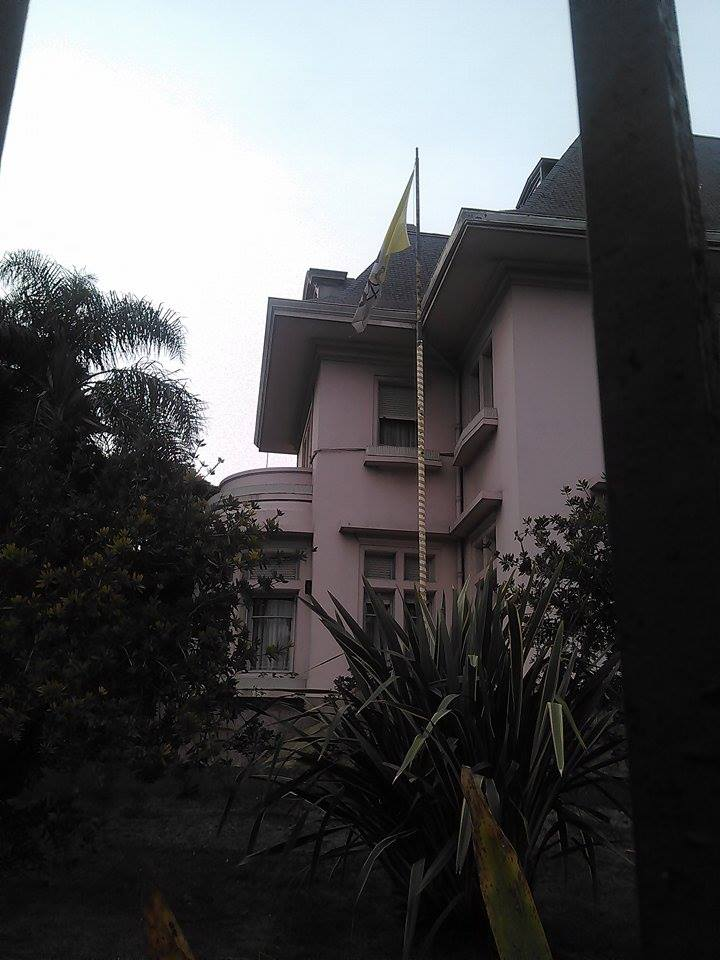
Núncio Apostólico em Montevidéu

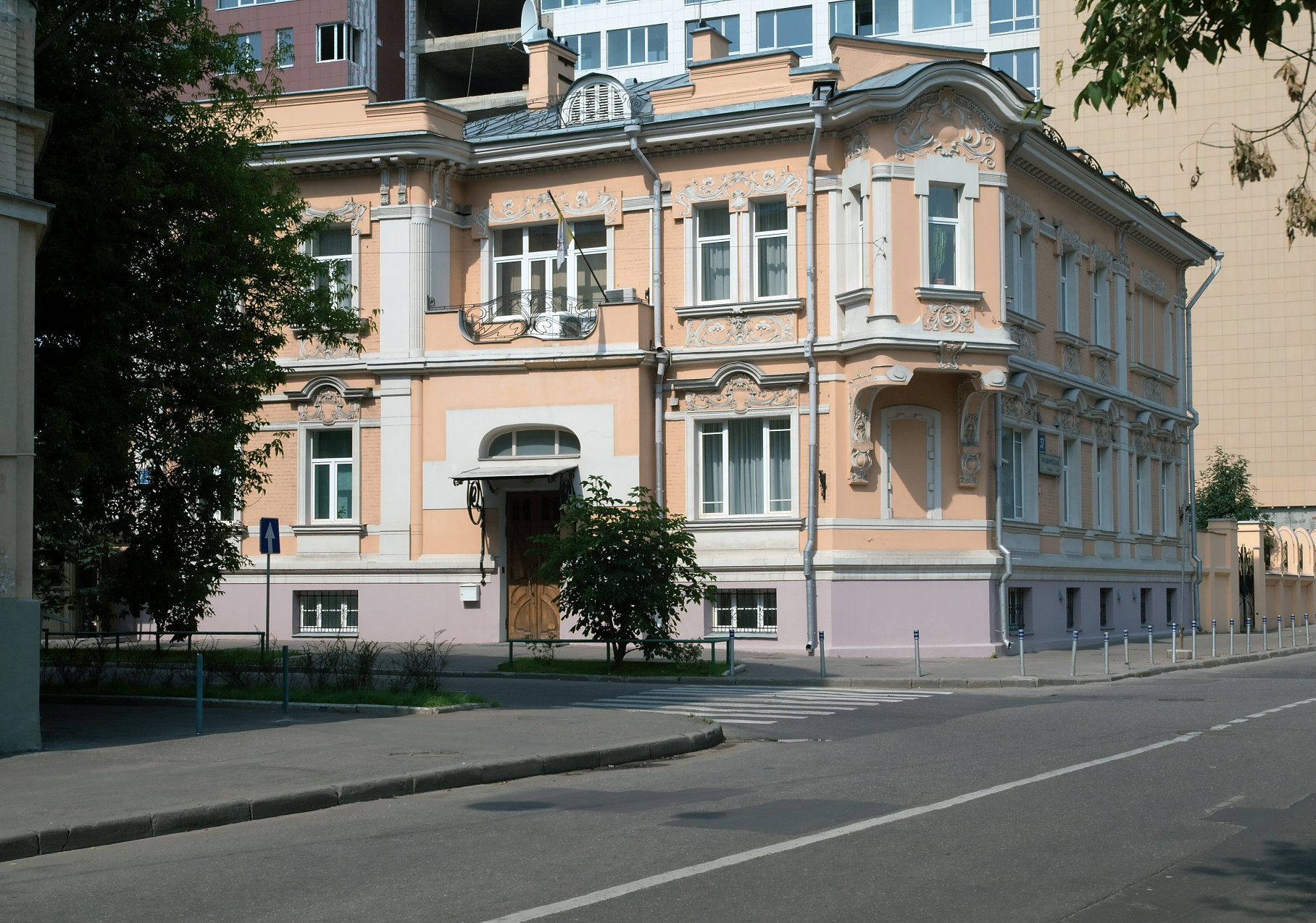
Núncio Apostólico em Moscou

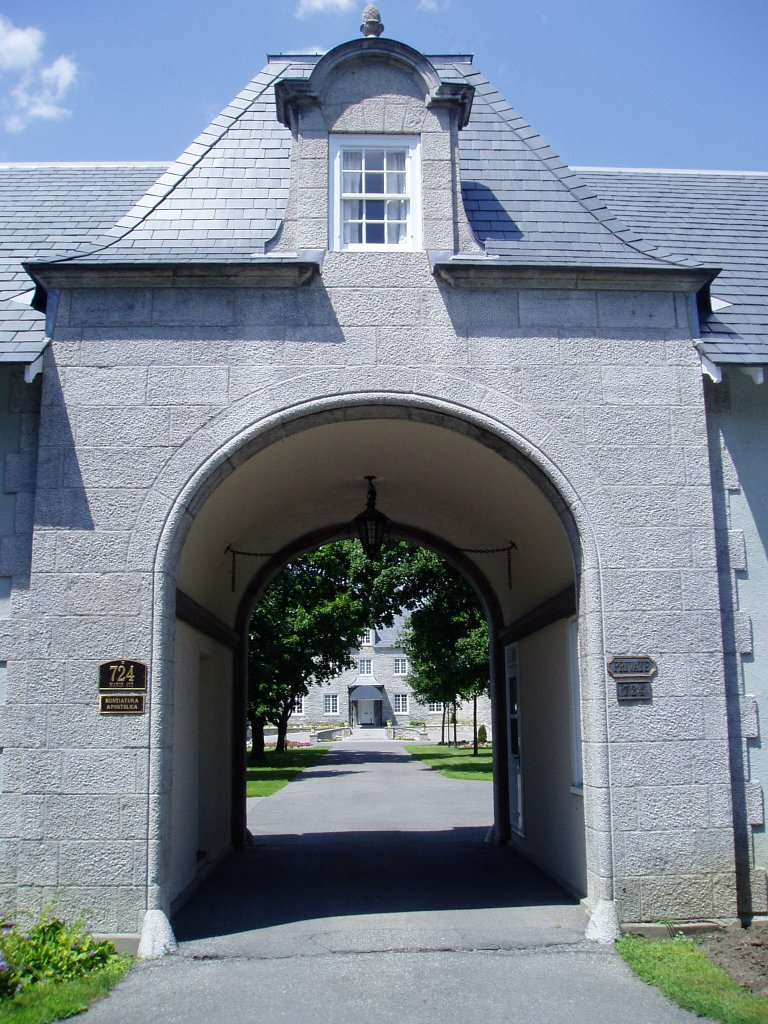
Núncio Apostólico em Ottawa

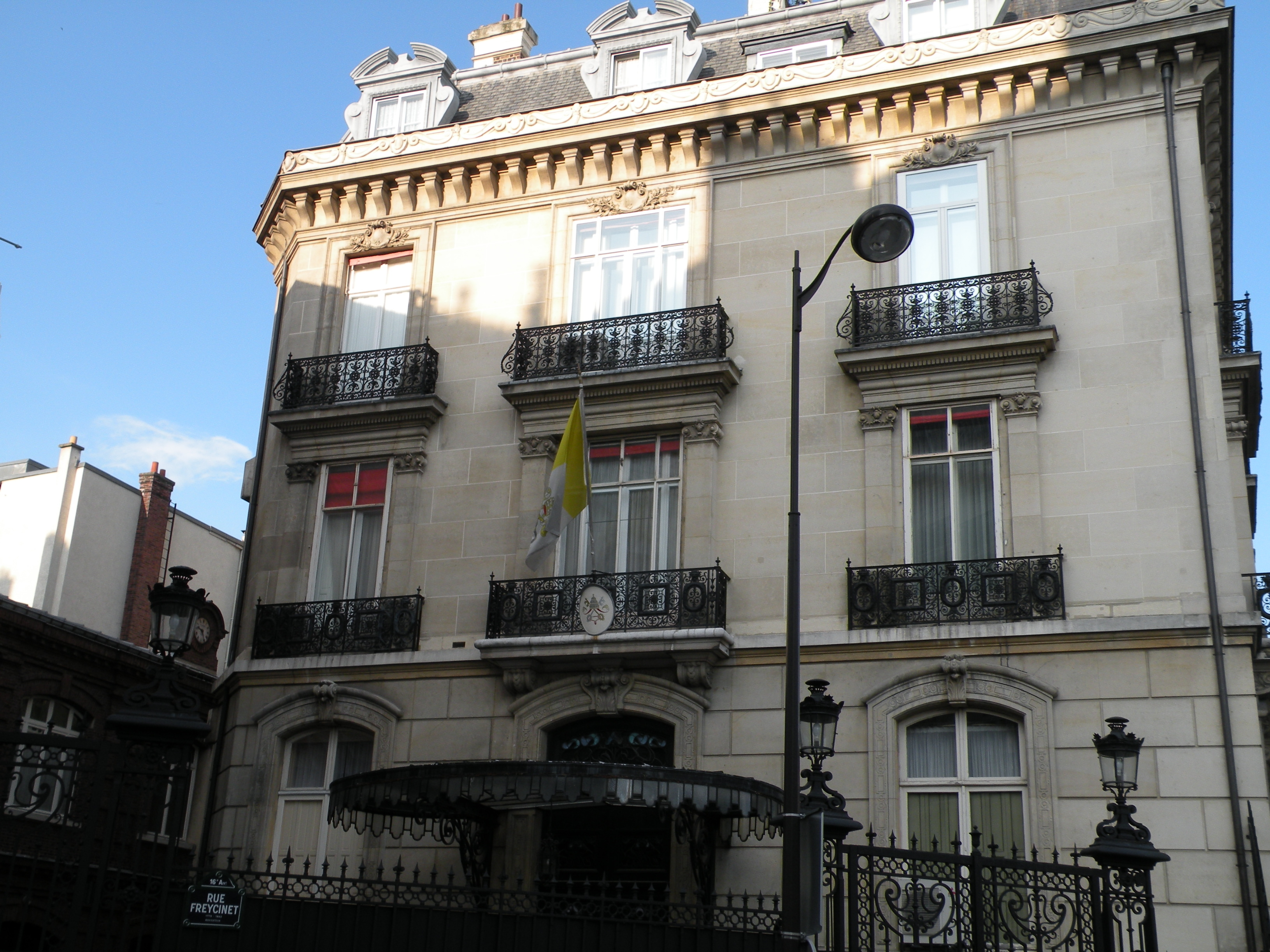
Núncio Apostólico em Paris

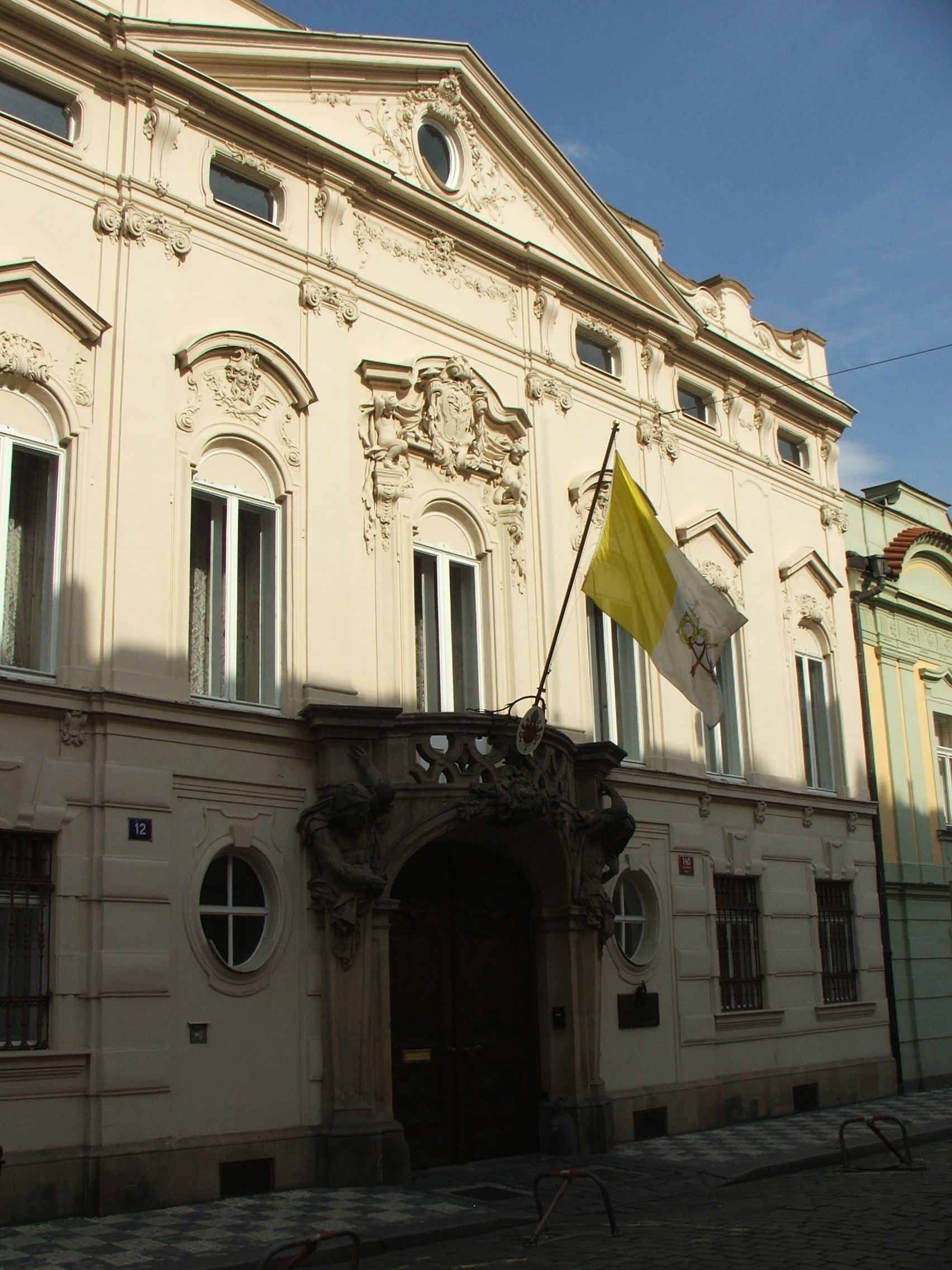
Núncio Apostólico em Praga

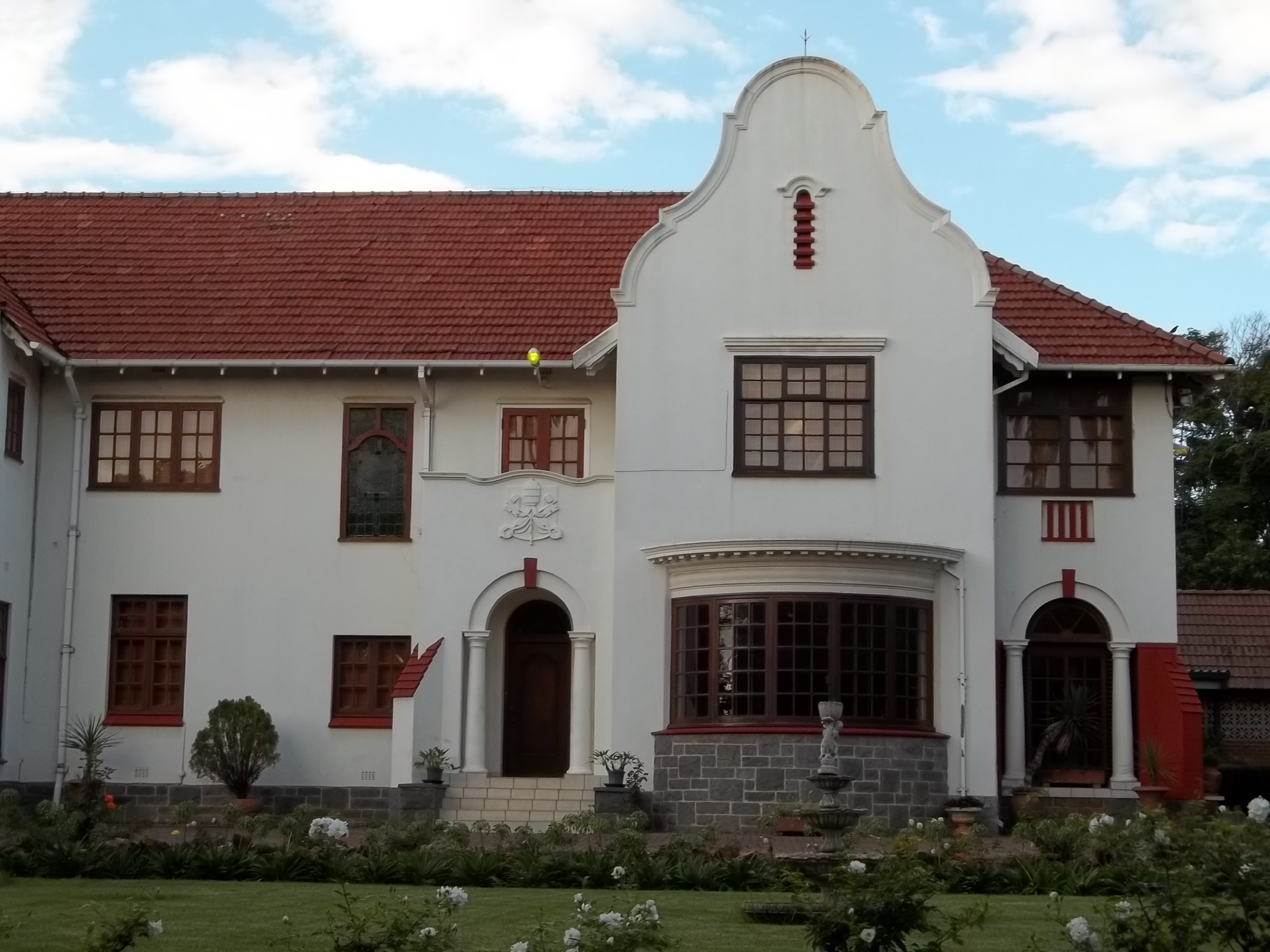
Núncio Apostólico em Pretoria

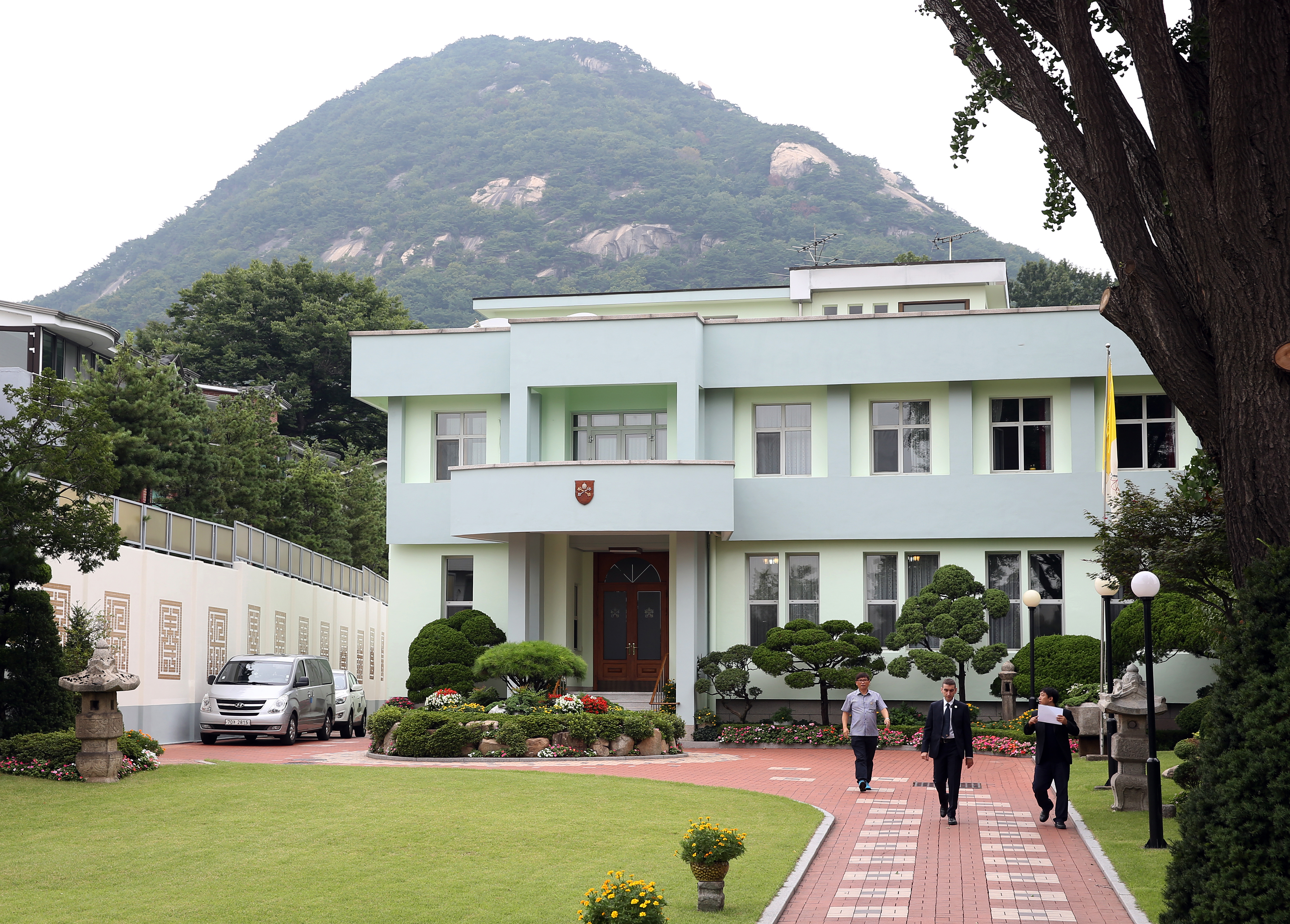
Núncio Apostólico em Seul

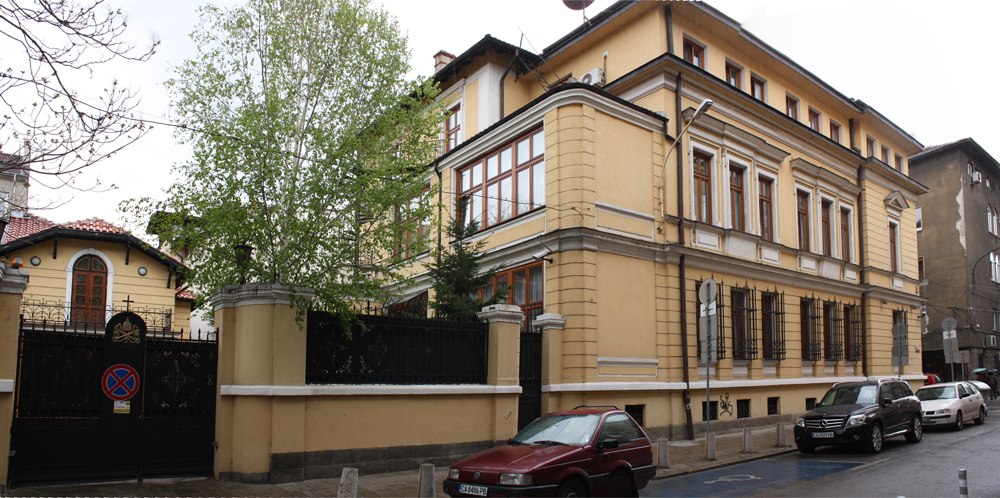
Núncio Apostólico em Sófia

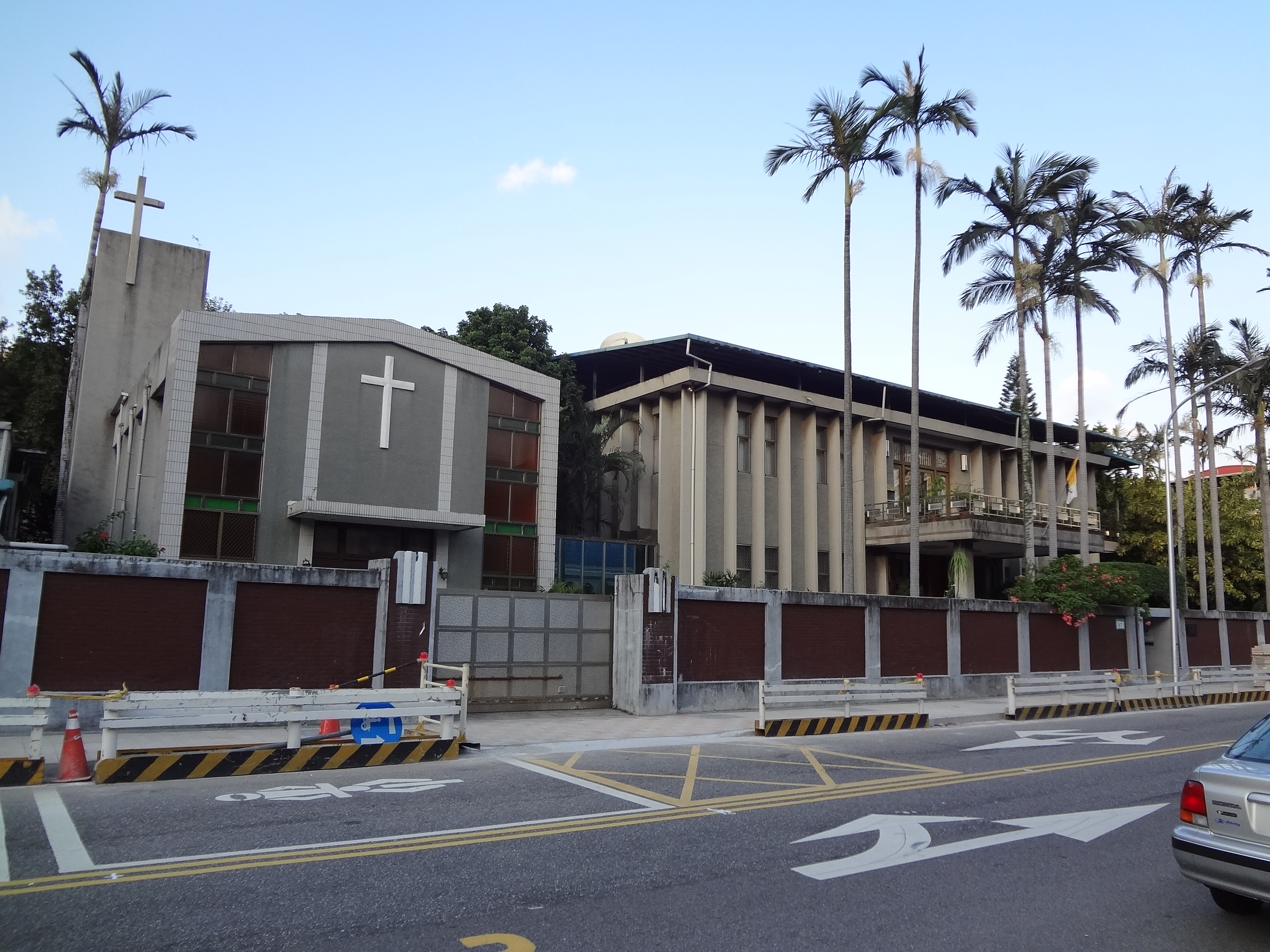
Núncio Apostólico em Taipei

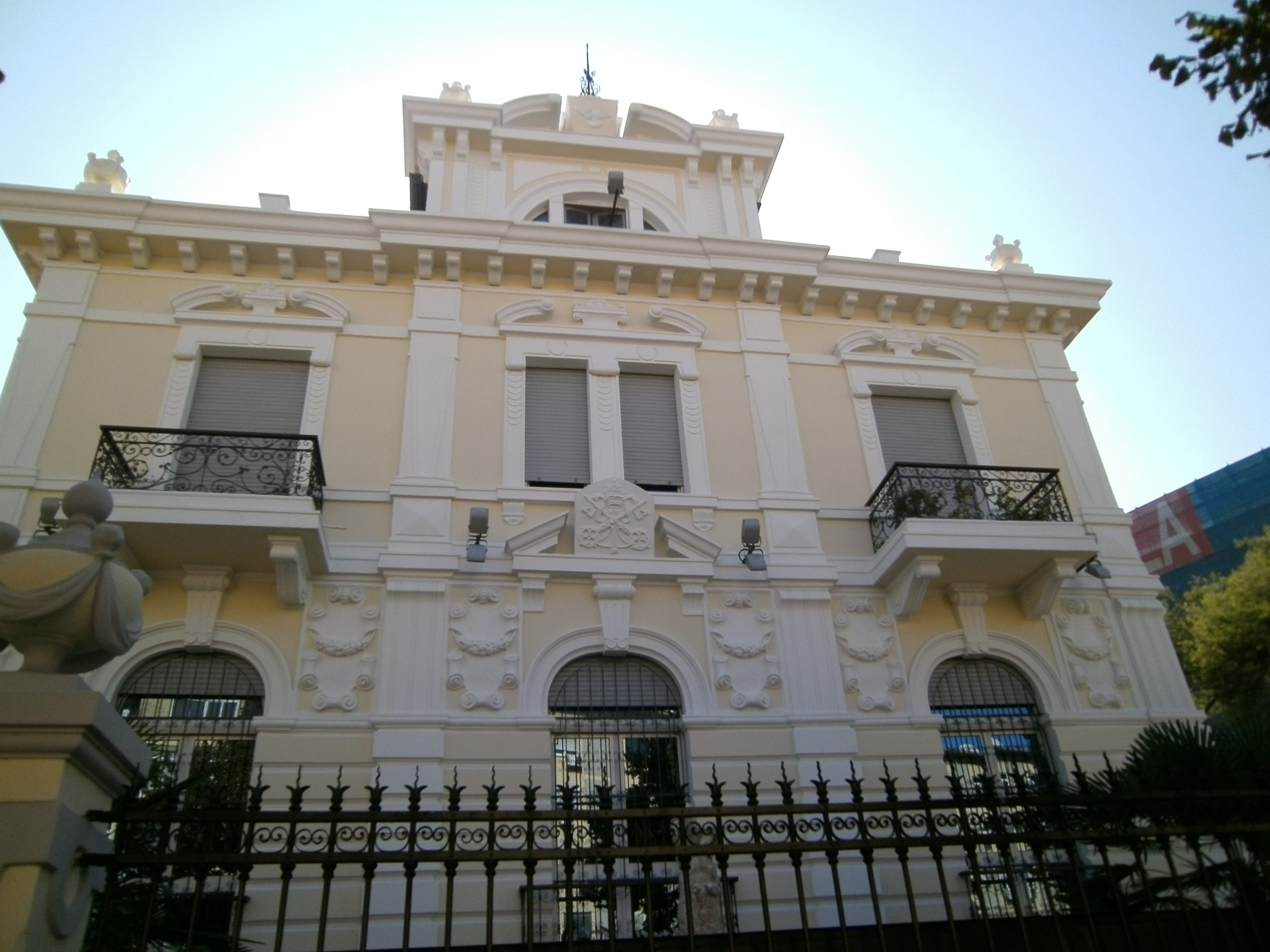
Núncio Apostólico em Tirana

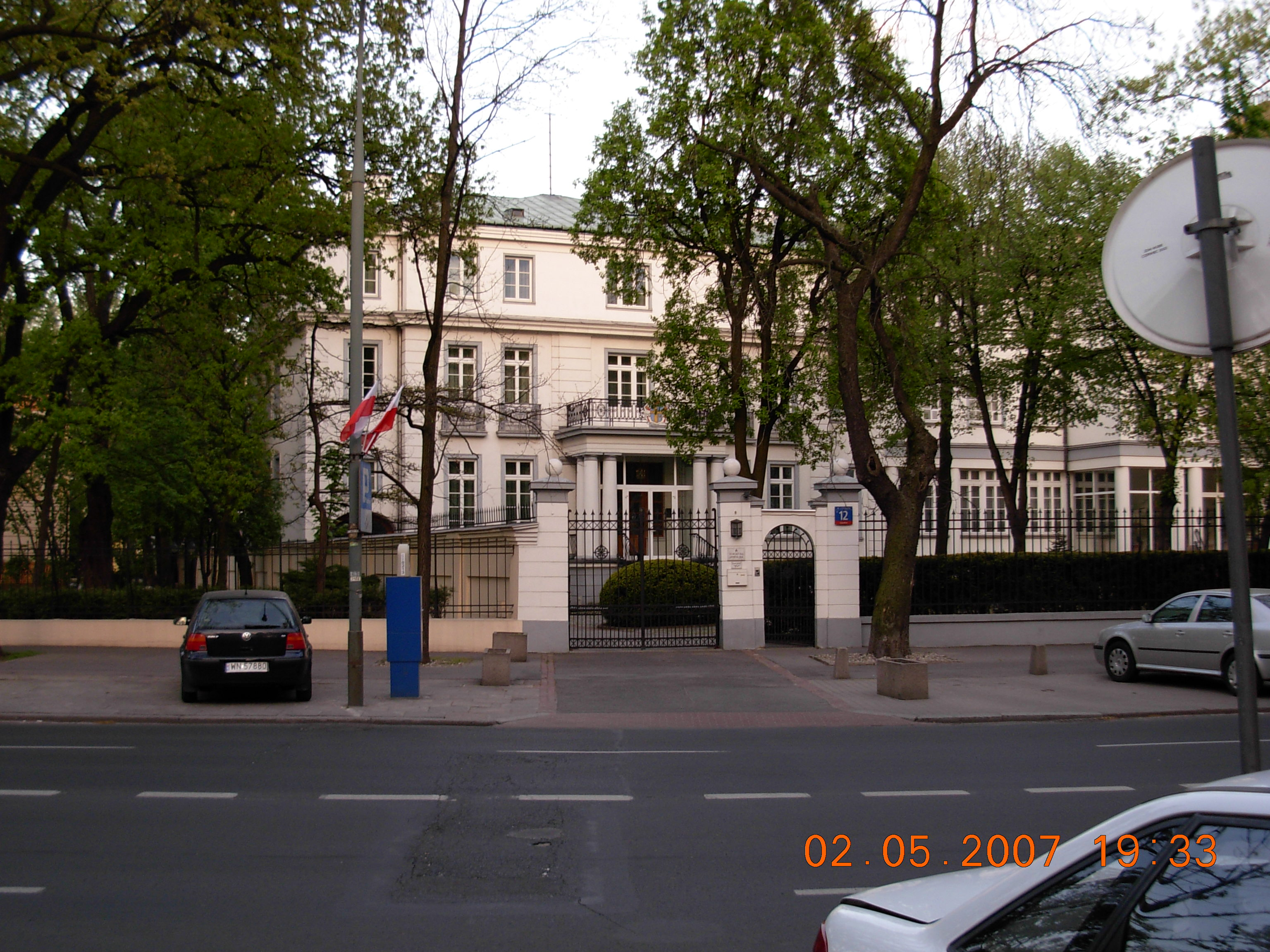
Núncio Apostólico em Varsóvia

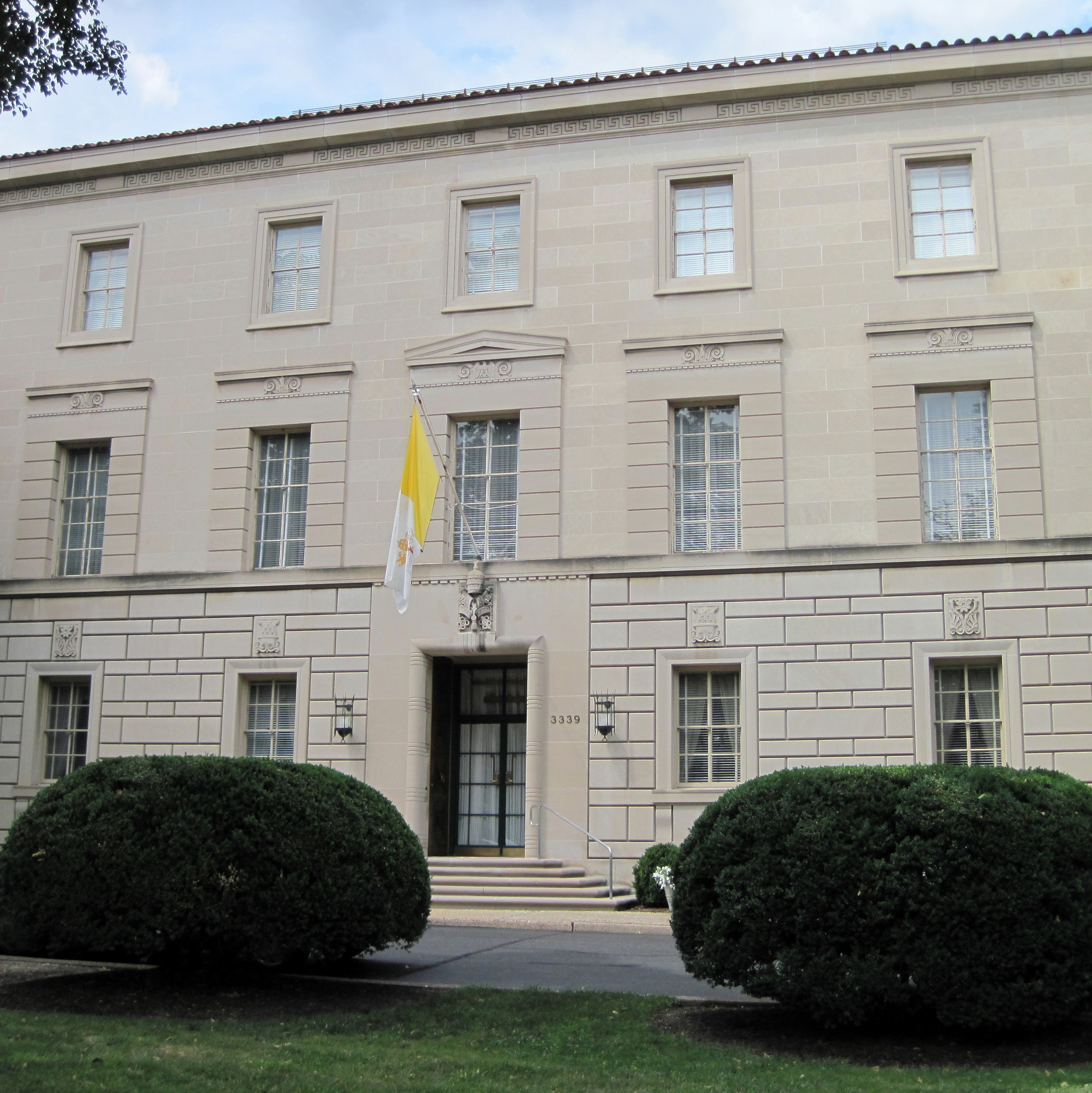
Núncio Apostólico em Washington, DC

  - Dar es Salaam (Núncio Apostólico)
- Uganda
  - Campala (Núncio Apostólico)
- Zâmbia
  - Lusaka (Núncio Apostólico)
- Zimbabwe
  - Harare (Núncio Apostólico)

## América
- Argentina
  - Buenos Aires (Núncio Apostólico)
- Bolívia
  - La Paz (Núncio Apostólico)
- Brasil
  - Brasília (Núncio Apostólico)
- Canadá
  - Otava (Núncio Apostólico)
- Chile
  - Santiago (Núncio Apostólico)
- Colômbia
  - Bogotá (Núncio Apostólico)
- Costa Rica
  - San José (Núncio Apostólico)
- Cuba
  - Havana (Núncio Apostólico)
- El Salvador
  - San Salvador (Núncio Apostólico)
- Equador
  - Quito (Núncio Apostólico)
- Estados Unidos
  - Washington, D.C. (Núncio Apostólico)
- Guatemala
  - Cidade da Guatemala (Núncio Apostólico)
- Haiti
  - Porto Príncipe (Núncio Apostólico)
- Honduras
  - Tegucigalpa (Núncio Apostólico)
- México
  - Cidade do México (Núncio Apostólico)
- Nicarágua
  - Manágua (Núncio Apostólico)
- Panamá
  - Cidade do Panamá (Núncio Apostólico)
- Paraguai
  - Assunção (Núncio Apostólico)
- Peru
  - Lima (Núncio Apostólico)
- República Dominicana
  - Santo Domingo (Núncio Apostólico)
- Trinidad e Tobago
  - Port of Spain (Núncio Apostólico)
- Uruguai
  - Montevidéu (Núncio Apostólico)
- Venezuela
  - Caracas (Núncio Apostólico)

## Ásia
- Bangladesh
  - Daca (Núncio Apostólico)
- Cazaquistão
  - Astana (Núncio Apostólico)
- Coreia do Sul
  - Seul (Núncio Apostólico)
- Filipinas
  - Manilha (Núncio Apostólico)
- Índia
  - Nova Deli (Núncio Apostólico)
- Indonésia
  - Jacarta (Núncio Apostólico)
- Irão
  - Teerã (Núncio Apostólico)
- Iraque
  - Bagdá (Núncio Apostólico)
- Israel
  - Telavive (Núncio Apostólico)
- Japão
  - Tóquio (Núncio Apostólico)
- Jordânia
  - Amã (Núncio Apostólico)
- Kuwait
  - Cidade do Cuaite (Núncio Apostólico)
- Líbano
  - Beirute (Núncio Apostólico)
- Omã
  - Abu Dhabi (Núncio Apostólico) [1]
- Palestina
  - Jerusalém (Delegação Apostólica)
- Paquistão
  - Islamabade (Núncio Apostólico)
- Quirguistão
  - Bisqueque (Núncio Apostólico)
- Singapura
  - Singapura (Núncio Apostólico)
- Síria
  - Damasco (Núncio Apostólico)
- Sri Lanka
  - Colombo (Núncio Apostólico)
- Tailândia
  - Bancoque (Núncio Apostólico)
- Taiwan
  - Taipei (Núncio Apostólico)
- Turquemenistão
  - Asgabate (Núncio Apostólico)
- Turquia
  - Ancara (Núncio Apostólico)
- Uzbequistão
  - Tasquente (Núncio Apostólico)

## Europa
- Albânia
  - Tirana (Núncio Apostólico)
- Alemanha
  - Berlim (Núncio Apostólico)
- Áustria
  - Viena (Núncio Apostólico)
- Bélgica
  - Bruxelas (Núncio Apostólico)
- Bielorrússia
  - Minsque (Núncio Apostólico)
- Bósnia e Herzegovina
  - Saraievo (Núncio Apostólico)
- Bulgária
  - Sófia (Núncio Apostólico)
- Chipre
  - Nicósia (Núncio Apostólico)
- Croácia
  - Zagreb (Núncio Apostólico)
- Eslováquia
  - Bratislava (Núncio Apostólico)
- Eslovênia
  - Liubliana (Núncio Apostólico)
- Espanha
  - Madri (Núncio Apostólico)
- França
  - Paris (Núncio Apostólico)
- Grécia
  - Atenas (Núncio Apostólico)
- Geórgia
  - Tbilisi (Núncio Apostólico)
- Hungria
  - Budapeste (Núncio Apostólico)
- Irlanda
  - Dublim (Núncio Apostólico)
- Itália
  - Roma (Núncio Apostólico)
- Lituânia
  - Vilnius (Núncio Apostólico)
- Malta
  - Valeta (Núncio Apostólico)
- Países Baixos
  - Haia (Núncio Apostólico)
- Polónia
  - Varsóvia (Núncio Apostólico)
- Portugal
  - Lisboa (Núncio Apostólico)
- Reino Unido
  - Londres (Núncio Apostólico)
- Chéquia
  - Praga (Núncio Apostólico)
- Roménia
  - Bucareste (Núncio Apostólico)
- Rússia
  - Moscou (Núncio Apostólico)
- Sérvia
  - Belgrado (Núncio Apostólico)
- Suécia
  - Estocolmo (Núncio Apostólico)
- Suíça 
  - Berna (Núncio Apostólico)
- Ucrânia
  - Quieve (Núncio Apostólico)

## Oceania
- Austrália
  - Camberra (Núncio Apostólico)
- Nova Zelândia
  - Wellington (Núncio Apostólico)
- Papua-Nova Guiné
  - Port Moresby (Núncio Apostólico)

## Organizações Multilaterais
- Genebra (Observador Permanente do Núncio Apostólico ante as Nações Unidas e outras organizações internacionais)
- Nova Iorque (Observador Permanente do Núncio Apostólico ante as Nações Unidas)